# 小城水库
小城水库是中国吉林省吉林市舒兰市境内的一座水库，位于细林河支流黄梁河上，建于1975年。水库正常库容为1150万立方米，集雨面积为75平方千米，海拔为313.6米。